# مونیکا اوکویه
مونیکا اوکویه (انگلیسی: Monica Okoye؛ زادهٔ ۷ فوریهٔ ۱۹۹۹) بازیکن بسکتبال اهل ژاپن است.
وی در مسابقات کشوری و بین‌المللی در مجموع برندهٔ ۱ مدال نقره شده‌است.